# Fernando Marçal
Fernando Marçal De Oliveira oder kurz Fernando Marçal bzw. Marçal (* 19. Februar 1989 in São Paulo) ist ein brasilianischer Fußballspieler.

## Karriere
Marçal durchlief die Nachwuchsabteilung von Grêmio FBPA und startete anschließend 2009 seine Profikarriere bei Guaratinguetá Futebol. Nach einem Jahr setzte er mit seinem Wechsel nach Portugal zu SC União Torreense seine Karriere im Ausland fort. Hier verpflichtete ihn im Sommer 2011 mit Nacional Funchal ein anderer portugiesischer Klub.
Zur Saison 2015/16 wechselte er erst zu Benfica Lissabon und wurde Ende August 2015 für die Dauer einer Saison in die türkische Süper Lig an den südostanatolischen Vertreter Gaziantepspor ausgeliehen. Anschließend folgte eine weitere einjährige Leihe an EA Guingamp. Im Juli 2017 wechselte Marçal für viereinhalb Millionen Euro zu Olympique Lyon.
Im August 2020 wechselte er zum englischen Verein Wolverhampton Wanderers und unterschrieb dort einen Vertrag bis zum Ende der Saison 2021/22. In der Premier League kam er in zwei Spielzeiten auf 13 sowie 18 Ligaeinsätze, ehe er im Juni 2022 wieder in seine brasilianische Heimat zurückkehrte und sich Botafogo FR anschloss.
Marçal gab sein Debüt gegen Santos, bei einer 0:2-Niederlage am 20. Juli 2022, einem Spiel, das für die brasilianische Meisterschaft gültig war.
Das erste Tor im Botafogo-Trikot fiel beim 3:1-Sieg gegen Fortaleza in der Arena Castelão in der brasilianischen Meisterschaft. Mit dem Klub gewann er am 23. November die Copa Libertadores 2024, mit einem 3:1-Sieg über Atlético Mineiro. Anfang Dezember schloss sich der Gewinn der Série A 2024 an. Nachdem sein Kontrakt zunächst im selben Monat ausgelaufen war, wurde er im Februar 2025 wieder von Botafogo bis Jahresende eingestellt.

## Erfolge
Botafogo
- Copa Libertadores: 2024
- Campeonato Brasileiro de Futebol: 2024